# Wiltrud Drexel
Pour les articles homonymes, voir Drexel.
Wiltrud Drexel, née le 16 août 1950 à Feldkirch, est une skieuse alpine autrichienne originaire de Warth.

## Palmarès

### Jeux olympiques d'hiver
| Épreuve / Édition | Descente | Slalom géant | Slalom  |
| JO 1972 Sapporo   | —        | Bronze       | Abandon |

### Championnats du monde
| Épreuve / Édition          | Descente | Slalom géant | Slalom  | Combiné |
| Mondiaux 1970 Val Gardena  | Abandon  | —            | Abandon | —       |
| JO 1972 Sapporo            | —        | Bronze       | Abandon | —       |
| Mondiaux 1974 Saint-Moritz | Bronze   | —            | —       | —       |

### Coupe du monde
- Meilleur résultat au classement général : 3e en 1969
  - Vainqueur de la coupe du monde de descente en 1969
  - 5 victoires : 5 descentes
  - 27 podiums

#### Saison par saison
- Coupe du monde 1968 :
  - Classement général : 37e
- Coupe du monde 1969 :
  - Classement général : 3e
    - Vainqueur de la coupe du monde de descente
    - 2 victoires en descente : Grindelwald et Schruns
- Coupe du monde 1970 :
  - Classement général : 16e
- Coupe du monde 1971 :
  - Classement général : 4e
    - 1 victoire en descente : Pra Loup
- Coupe du monde 1972 :
  - Classement général : 7e
    - 1 victoire en descente : Crystal Mountain II
- Coupe du monde 1973 :
  - Classement général : 6e
- Coupe du monde 1974 :
  - Classement général : 8e
- Coupe du monde 1975 :
  - Classement général : 11e
    - 1 victoire en descente : Val-d'Isère
- Coupe du monde 1976 :
  - Classement général : 20e

### Arlberg-Kandahar
- Meilleur résultat : 2e place dans la descente 1970 à Garmisch et 1973 à Chamonix